# A’arab Zaraq – Lucid Dreaming
A’arab Zaraq – Lucid Dreaming – album szwedzkiego zespołu Therion wydany w 1997 roku z okazji dziesięciolecia istnienia grupy.

## Opis albumu
Płyta zawiera piosenki z sesji nagraniowej do płyty Theli, które nie zmieściły się na tym albumie, covery utworów znanych artystów czy też nową wersję utworu „Symphony of the Dead” (z albumu Beyond Sanctorum).
Album zawiera również muzykę skomponowaną do filmu The Golden Embrace. Soundtrack obejmujący utwory 12–18 to stworzone przez Christofera Johnssona oratorium. Po raz pierwszy w historii zespół wydał kompozycje należące stricte do muzyki poważnej.

## Okładka
Oprawa artystyczna, zdjęcie, design i layout: Peter Grøn.

## Lista utworów
1. „In Remembrance” (z sesji nagraniowej do „Theli”) – 6:28
2. „Black Fairy” (z sesji nagraniowej do „Theli”) – 5:56
3. „Fly to the Rainbow” (cover Scorpions) – 8:14
4. „Children of the Damned” (cover Iron Maiden) – 4:30
5. „Under Jolly Roger” (cover Running Wild) – 4:36
6. „Symphony of the Dead” – 3:39
7. „Here Comes the Tears” (cover Judas Priest) – 3:21
Soundtrack do filmu The Golden Embrace (wersje zmodyfikowane[2]):
8. „Enter Transcendental Sleep” – 4:22
9. „The Quiet Desert” – 3:52
10. „Down the Qliphotic Tunnel” – 2:53
11. „Up to Netzach / Floating Back” – 4:08
Soundtrack do filmu The Golden Embrace:
12. „The Fall Into Eclipse” – 3:44
13. „Enter Transcendental Sleep” – 3:51
14. „The Gates to A’Arab Zaraq are Open” – 1:25
15. „The Quiet Desert” – 3:51
16. „Down The Qliphotic Tunnel” – 2:53
17. „Up To Netzach” – 2:53
18. „Floating Back” – 0:49

## Twórcy albumu
- Christofer Johnsson – gitara, gitara basowa, instrumenty klawiszowe, organy Hammonda, fortepian
- Piotr Wawrzeniuk – perkusja, wokal
- Jonas Mellberg – gitara, instrumenty klawiszowe („In Remembrance”)
- Lars Rosenberg – gitara basowa

Ponadto:
- Dan Swanö – wokal („In Remembrance”, „Black Fairy”)
- Tobbe Sidegard – wokal („Under Jolly Roger”)
- Peter Tagtgren – druga i czwarta gitara prowadząca („Under Jolly Roder”)
- Gottfried Koch – gitara akustyczna („Here Comes the Tears”, „Up to Netzach”), fortepian
- The Barmbek Symphonic Orchestra – instrumenty smyczkowe, pierwsze i drugie skrzypce, altówki, wiolonczele, kontrabasy, flety, oboje, rożki angielskie, fagoty, rogi francuskie, trąbki, puzony, tuby, koncertowe bębny i kotły

Chóry i głosy:
- Bettina Stumm – sopran
- Raphaela Mayhaus – sopran
- Marie-Therese Kubel – alt
- Ergin Onat – tenor
- Klaus Bulow – bas
- Joachim Gebhardt – bas